# Strade Bianche 2019
13. ročník jednodenního cyklistického závodu Strade Bianche se konal 9. března 2019. Vítězem se stal Francouz Julian Alaphilippe z týmu Deceuninck–Quick-Step. Na druhém a třetím místě se umístili Dán Jakob Fuglsang (Astana) a Belgičan Wout van Aert (Team Jumbo–Visma).

## Týmy
Závodu se zúčastnilo celkem 21 týmů, všech 18 UCI WorldTeamů a 3 UCI Professional Continental týmy. Každý tým přijel se 7 jezdci, na start se celkem postavilo 147 jezdců. Do cíle v Sieně dojelo 79 jezdců.
UCI WorldTeamy
- AG2R La Mondiale
- Astana
- Bahrain–Merida
- Bora–Hansgrohe
- CCC Team
- Deceuninck–Quick-Step
- EF Education First
- Groupama–FDJ
- Lotto–Soudal
- Mitchelton–Scott
- Movistar Team
- Team Dimension Data
- Team Sky
- Team Jumbo–Visma
- Team Katusha–Alpecin
- Team Sunweb
- Trek–Segafredo
- UAE Team Emirates

UCI ProTeamy
- Neri Sottoli–Selle Italia–KTM
- Nippo–Vini Fantini–Faizanè
- Vital Concept–B&B Hotels

## Výsledky
| Pořadí | Jezdec                   | Tým                   | Čas        |
| ------ | ------------------------ | --------------------- | ---------- |
| 1      | Julian Alaphilippe (FRA) | Deceuninck–Quick-Step | 4h 47' 14" |
| 2      | Jakob Fuglsang (DEN)     | Astana                | + 2"       |
| 3      | Wout van Aert (BEL)      | Team Jumbo–Visma      | + 27"      |
| 4      | Zdeněk Štybar (CZE)      | Deceuninck–Quick-Step | + 1' 00"   |
| 5      | Tiesj Benoot (BEL)       | Lotto–Soudal          | + 1' 00"   |
| 6      | Greg Van Avermaet (BEL)  | CCC Team              | + 1' 01"   |
| 7      | Alexej Lucenko (KAZ)     | Astana                | + 1' 04"   |
| 8      | Simon Clarke (AUS)       | EF Education First    | + 1' 08"   |
| 9      | Toms Skujiņš (LAT)       | Trek–Segafredo        | + 1' 12"   |
| 10     | Tim Wellens (BEL)        | Lotto–Soudal          | + 1' 21"   |